# هربرت سوسا
هربرت سوسا (بالإسبانية: Herbert Sosa)‏ هو لاعب كرة قدم سلفادوري في مركز الوسط، ولد في 11 يناير 1990 في سان سلفادور في السلفادور. شارك مع منتخب السلفادور تحت 17 سنة لكرة القدم ومنتخب السلفادور تحت 20 سنة لكرة القدم ومنتخب السلفادور لكرة القدم. أما مع النوادي، فقد لعب مع نادي أليانزا ‏.

## وصلات خارجية
- هربرت سوسا على موقع الاتحاد الدولي (مؤرشف)  (الإنجليزية)
- هربرت سوسا على موقع قاعدة بيانات كرة القدم.إي يو (الإنجليزية)
- هربرت سوسا على موقع ناشيونال فوتبول تيمز (الإنجليزية)